# Karl Oster
Karl Oster (* 25. November 1874 in Pinache, Oberamt Maulbronn; † 11. Februar 1954 in Stuttgart) war ein sozialdemokratischer Politiker und württembergischer Landtagsabgeordneter.

## Leben und Werk
Der Sohn des Schuhmachers Karl Oster machte nach dem Besuch der Volksschule eine Goldschmiedelehre. Bis 1906 arbeitete er als Angestellter der Ortskrankenkasse in Stuttgart und von 1906 bis 1907 im SPD-Landesparteisekretariat in Stuttgart. Danach war er bis 1920 Akquisiteur bei der Schwäbischen Tagwacht in Stuttgart und von 1920 bis 1931 Parteisekretär der SPD in Stuttgart. 1931–1933 war er Sekretär des Stuttgarter Konsumvereins. 
Zwischen 1933 und 1945 liegt sein Lebensweg im Dunkeln, er wurde mehrfach verhaftet und im KZ Heuberg festgesetzt. Von 1945 bis zu seinem Ruhestand im Jahr 1947 leitete er als kaufmännischer Direktor den Konsumverein in Stuttgart.

## Politik
1903 und 1907 kandidierte Karl Oster erfolglos für den Reichstag. Von 1912 bis 1919 war er Mitglied des Stuttgarter Gemeinderats. 1919 wurde er als Mitglied in die Verfassunggebende Landesversammlung des freien Volksstaates Württemberg gewählt. Auf Platz sechs der Landesliste gelang ihm 1920 der Sprung in den ersten Landtag des freien Volksstaates Württemberg. Dieses Mandat behielt er über drei Wahlperioden bis 1932.